# Bahnstrecke Conflans-Jarny–Metz
| ehem. Bahnhof Châtel-St-Germain mit Brücke über die Rue de Lessy. Blickrichtung Conflans-Jarny |                      |                                                                     |                                                                     |
| Streckennummer (SNCF): | 86 000               |                                                                     |                                                                     |
| Streckenlänge: | 28,9 km              |                                                                     |                                                                     |
| Spurweite: | 1435 mm (Normalspur) |                                                                     |                                                                     |
| Maximale Neigung: | 17 ‰                 |                                                                     |                                                                     |
| |                      |                                                                     |                                                                     |
| \| \| \| Bahnstrecke Longuyon–Pagny-sur-Moselle nach Longuyon \| \| \| \| \| Bahnstrecke Saint-Hilaire-au-Temple–Hagondange von St-Hilaire-au-T. \| \| \| \| \| Orne (62 m) \| \| \| \| 316,9 \| Conflans-Jarny \| 191 m \| \| \| \| Bahnstrecke Saint-Hilaire-au-Temple–Hagondange nach Hagondange \| \| \| \| 318,2 \| Bahnstrecke Longuyon–Pagny-sur-Moselle nach Pagny-sur-Moselle \| Bahnstrecke Longuyon–Pagny-sur-Moselle nach Pagny-sur-Moselle \| \| \| 320,4 \| ehem. Gleisanlieger \| ehem. Gleisanlieger \| \| \| 321,0 \| Giraumont-Village \| Giraumont-Village \| \| \| 325,4 \| Batilly \| Batilly \| \| \| 325,6 \| Anschl. Automobilwerk Société des Véhicules Automobiles de Batilly \| Anschl. Automobilwerk Société des Véhicules Automobiles de Batilly \| \| \| 329,5 \| Département Meurthe-et-Moselle / Département Moselle \| Département Meurthe-et-Moselle / Département Moselle \| \| \| 331,6 \| Amanvillers (Amanweiler/Almansweiler) \| Amanvillers (Amanweiler/Almansweiler) \| \| \| 332,8 \| D 643 \| D 643 \| \| \| 332,8 \| Ruisseau de Montvaux \| Ruisseau de Montvaux \| \| \| 335,2 \| Bargtal \| Bargtal \| \| \| 337,5 \| Châtel-Saint-Germain (St German/Germansburg) \| Châtel-Saint-Germain (St German/Germansburg) \| \| \| 339,8 \| Militärdepot \| Militärdepot \| \| \| 339,8 \| Moulin-lès-Metz (Mühlen-Sigach) \| Moulin-lès-Metz (Mühlen-Sigach) \| \| \| 341,4 \| Longeville-lès-Metz (Langenheim [Lothr.]) \| Longeville-lès-Metz (Langenheim [Lothr.]) \| \| \| 341,5 \| D 603 (ehem. N 3) \| D 603 (ehem. N 3) \| \| \| 342,1 \| Westumfahrung Metz von Woippy \| Westumfahrung Metz von Woippy \| \| \| 342,3 \| Mosel \| Mosel \| \| \| 342,6 \| A 31 \| A 31 \| \| \| 342,7 \| Moselseitenkanal \| Moselseitenkanal \| \| \| 343,8 \| Bahnstrecke Lérouville–Metz von Nancy \| Bahnstrecke Lérouville–Metz von Nancy \| \| \| 345,1 \| Bahnstrecke Réding–Metz-Ville nach Straßburg \| Bahnstrecke Réding–Metz-Ville nach Straßburg \| \| \| 345 \| Werkstätten von Montigny \| Werkstätten von Montigny \| \| \| 345,4 \| Bahnstrecke Réding–Metz-Ville \| Bahnstrecke Réding–Metz-Ville \| \| \| 347 \| Metz-Ville \| Metz-Ville \| \| \| \| Bahnstrecke Metz–Luxemburg nach Luxemburg \| \| |                      |                                                                     |                                                                     |
| Strecke |                      | Bahnstrecke Longuyon–Pagny-sur-Moselle nach Longuyon                | Bahnstrecke Longuyon–Pagny-sur-Moselle nach Longuyon                |
| Abzweig geradeaus und von rechts |                      | Bahnstrecke Saint-Hilaire-au-Temple–Hagondange von St-Hilaire-au-T. | Bahnstrecke Saint-Hilaire-au-Temple–Hagondange von St-Hilaire-au-T. |
| Brücke über Wasserlauf |                      | Orne (62 m)                                                         | Orne (62 m)                                                         |
| Bahnhof | 316,9                | Conflans-Jarny                                                      | 191 m                                                               |
| Abzweig geradeaus und nach links |                      | Bahnstrecke Saint-Hilaire-au-Temple–Hagondange nach Hagondange      | Bahnstrecke Saint-Hilaire-au-Temple–Hagondange nach Hagondange      |
| Abzweig geradeaus und nach rechts | 318,2                | Bahnstrecke Longuyon–Pagny-sur-Moselle nach Pagny-sur-Moselle       | Bahnstrecke Longuyon–Pagny-sur-Moselle nach Pagny-sur-Moselle       |
| Abzweig geradeaus und ehemals nach links | 320,4                | ehem. Gleisanlieger                                                 | ehem. Gleisanlieger                                                 |
| ehemaliger Haltepunkt / Haltestelle | 321,0                | Giraumont-Village                                                   | Giraumont-Village                                                   |
| Dienststation / Betriebs- oder Güterbahnhof | 325,4                | Batilly                                                             | Batilly                                                             |
| Abzweig ehemals geradeaus und nach links | 325,6                | Anschl. Automobilwerk Société des Véhicules Automobiles de Batilly  | Anschl. Automobilwerk Société des Véhicules Automobiles de Batilly  |
| Grenze (Strecke außer Betrieb) | 329,5                | Département Meurthe-et-Moselle / Département Moselle                | Département Meurthe-et-Moselle / Département Moselle                |
| Bahnhof (Strecke außer Betrieb) | 331,6                | Amanvillers (Amanweiler/Almansweiler)                               | Amanvillers (Amanweiler/Almansweiler)                               |
| Strecke mit Straßenbrücke (Strecke außer Betrieb) | 332,8                | D 643                                                               | D 643                                                               |
| Brücke über Wasserlauf (Strecke außer Betrieb) | 332,8                | Ruisseau de Montvaux                                                | Ruisseau de Montvaux                                                |
| Haltepunkt / Haltestelle (Strecke außer Betrieb) | 335,2                | Bargtal                                                             | Bargtal                                                             |
| Haltepunkt / Haltestelle (Strecke außer Betrieb) | 337,5                | Châtel-Saint-Germain (St German/Germansburg)                        | Châtel-Saint-Germain (St German/Germansburg)                        |
| Abzweig geradeaus und nach links (Strecke außer Betrieb) | 339,8                | Militärdepot                                                        | Militärdepot                                                        |
| Bahnhof (Strecke außer Betrieb) | 339,8                | Moulin-lès-Metz (Mühlen-Sigach)                                     | Moulin-lès-Metz (Mühlen-Sigach)                                     |
| Haltepunkt / Haltestelle (Strecke außer Betrieb) | 341,4                | Longeville-lès-Metz (Langenheim [Lothr.])                           | Longeville-lès-Metz (Langenheim [Lothr.])                           |
| Bahnübergang (Strecke außer Betrieb) | 341,5                | D 603 (ehem. N 3)                                                   | D 603 (ehem. N 3)                                                   |
| Abzweig ehemals geradeaus und von links | 342,1                | Westumfahrung Metz von Woippy                                       | Westumfahrung Metz von Woippy                                       |
| Brücke über Wasserlauf | 342,3                | Mosel                                                               | Mosel                                                               |
| Strecke mit Straßenbrücke | 342,6                | A 31                                                                | A 31                                                                |
| Brücke über Wasserlauf | 342,7                | Moselseitenkanal                                                    | Moselseitenkanal                                                    |
| Abzweig geradeaus und von rechts | 343,8                | Bahnstrecke Lérouville–Metz von Nancy                               | Bahnstrecke Lérouville–Metz von Nancy                               |
| Abzweig geradeaus und nach rechts | 345,1                | Bahnstrecke Réding–Metz-Ville nach Straßburg                        | Bahnstrecke Réding–Metz-Ville nach Straßburg                        |
| ehemaliger Dienststation / Betriebs- oder Güterbahnhof | 345                  | Werkstätten von Montigny                                            | Werkstätten von Montigny                                            |
| Abzweig geradeaus und von rechts | 345,4                | Bahnstrecke Réding–Metz-Ville                                       | Bahnstrecke Réding–Metz-Ville                                       |
| Bahnhof | 347                  | Metz-Ville                                                          | Metz-Ville                                                          |
| Strecke |                      | Bahnstrecke Metz–Luxemburg nach Luxemburg                           | Bahnstrecke Metz–Luxemburg nach Luxemburg                           |

Die Bahnstrecke Conflans-Jarny–Metz ist eine eingleisige, 29 km lange Eisenbahnstrecke in Lothringen, Frankreich. Heute wird von dieser Nebenbahnstrecke nur noch der achteinhalb Kilometer lange nordöstliche Abschnitt Conflans-Jarny–Batilly bedient. Vom Bahnhof Batilly besteht ein Anschlussgleis zum Automobilwerk Société des Véhicules Automobiles de Batilly. Die Kilometrierung erfolgte von Bahnhof Paris-Est über Châlons-en-Champagne und Saint-Hilaire-au-Temple.

## Geschichte
Am 27. Januar 1862 wurde der Streckenbau von Reims über Sainte-Menehould und Verdun nach Metz genehmigt. Konzessionärin war die Compagnie des Chemins de fer de l’Est. Der Weiterbau in Richtung Metz wurde am 11. Juni 1863 per kaiserlichem Dekret genehmigt. Doch zu diesem Bau kam es nicht mehr. Erst nach dem Deutsch-Französischen Krieg konnten die Reichseisenbahnen in Elsaß-Lothringen die Pläne verwirklichen.
Der Abschnitt von Metz bis Amanvillers (deutsch Amanweiler, 1940–44 Almansweiler) wurde im Auftrag und mit Finanzierung des Reiches gebaut. Betreiber waren die Reichseisenbahnen in Elsaß-Lothringen. Dies war die erste von vielen Strecken, die für diese Bahngesellschaft fertiggestellt werden konnte. Die Eröffnung dieses 15 km lange Abschnitts war am 1. April 1873.
Die Französische Bahnverwaltung setzte den Streckenbau in östliche Richtung fort. Nachdem zum 23. Juni 1873 die 40 km lange Verbindung Verdun–Conflans-Jarny fertiggestellt werden konnte, war der Lückenschluss zwei Wochen später gefüllt: Es bestand nun eine durchgehende Strecke von Verdun nach Metz über diese eingleisige Nebenbahn. Doch konnte sich die kurvenreiche Strecke im internationalen Verkehr nicht durchsetzen; die Strecke über Lérouville und Onville wurde bevorzugt, weil die Züge hier im engen Tal des Ruisseau de Montvaux nicht die Geschwindigkeiten erreichen konnten, wie auf der weiter südlich gelegene Konkurrenzstrecke. 1922/23 wurde die Strecke noch auf zwei Spuren ausgebaut.
Amanweiler war in der Zeit zwischen dem Deutsch-Französischen Krieg und dem Ersten Weltkrieg Grenzbahnhof. Die ehemalige Staatsgrenze ist heute Grenze zwischen den Départements Meurthe-et-Moselle und Moselle. Im Ersten Weltkrieg war die Strecke eine wichtige Verbindung zu den Stellungen an der Frontlinie.
Die Fahrtzeit mit Halt an allen Bahnhöfen betrug 1917 zwischen 40 und 45 Minuten, 1944 von 22 bis 25 Minuten.
Hundert Jahre nach ihrer Fertigstellung wurde die Strecke am 6. Juni 1973 für den Personenverkehr gesperrt. Nur das Stück innerhalb des Départements Meurthe-et-Moselle ist der Frachtverkehr bis zum Automobilwerk Société des Véhicules Automobiles de Batilly befahrbar.